# Кишаба
Кишаба (порт. Quixaba)  —  муниципалитет в Бразилии, входит в штат Пернамбуку. Составная часть мезорегиона Сертан штата Пернамбуку. Входит в экономико-статистический  микрорегион Вали-ду-Пажеу. Занимает площадь 216,38 км².
Праздник города —  1 октября.